# Meromyza sabroskyi
Meromyza sabroskyi är en tvåvingeart som beskrevs av Lidia Ivanovna Fedoseeva 1971. Meromyza sabroskyi ingår i släktet Meromyza och familjen fritflugor. Inga underarter finns listade i Catalogue of Life.